# The Smiths afskedskoncert
The Smiths' afskedskoncert blev afholdt d. 22. december 1988 i Wolverhampton Civic Hall. Koncerten, som imidlertid også har til hensigt at være Morrisseys første optræden som soloartist, var gratis for dem, der var iført en Morrissey-trøje. Skønt de mange fremmødte, af hvem kun halvdelen fik adgang, ikke alle var iført en sådan trøje, men en Smiths-trøje, fik de alligevel adgang til showet, som bestod af et kort set, deriblandt kun to Smiths-kompositioner. 

## Setliste
- Stop Me If You Think You've Heard This One Before
- Disappointed
- Interesting Drug
- Suedehead
- The Last Of The Famous International Playboys
- Sister I'm A Poet
- Death At One's Elbow
- Sweet And Tender Hooligan

## Officielle udgivelser (VHS/DVD/CD/LP)
Skønt showet blev optaget på både video og audio, og koncerten synes eftertragtet blandt Smiths-tilhængere, er det ikke blevet udgivet. Kun nummeret Sister I'm A Poet og Sweet And Tender Hooligan findes udgivet officielt. Disse findes henholdsvis på Hulmerist(VHS/DVD) og som b-side på singlen Interesting Drug. Dog findes showet som bootleg, men ikke i særlig god kvalitet. 
- Morrissey – Hulmerist
- Morrissey- "Interesting Drug".

## Uofficielle udgivelser (LP)
- Morrissey – Untitled
- Morrissey – A Nice Bit Of Meat 2

## Uofficielle udgivelser (CD)
- Morrissey – Wolverhampton '88
- Morrissey – The First Solo Show